# Grzegorz Rossoliński-Liebe
Grzegorz Rossoliński-Liebe (ur. jako Grzegorz Rossoliński w 1979 w Zabrzu) – polsko-niemiecki historyk mieszkający w Berlinie i związany z Friedrich-Meinecke-Institut należącym do Wolnego Uniwersytetu Berlińskiego. Autor publikacji historycznych, poświęconych kwestiom: Holocaustu, Europy Środkowo-Wschodniej, faszyzmu, nacjonalizmu, antysemityzmu, ZSRR oraz polityki pamięci.

## Życiorys
W latach 1999–2005 studiował historię kultury i Europy Wschodniej na Europejskim Uniwersytecie Viadrina we Frankfurcie nad Odrą. Od 2002 do 2005 r. był stypendystą Fundacji im. Friedricha Eberta. W latach 2007–2012 współpracował z Uniwersytetem Alberty i Uniwersytetem w Hamburgu, gdzie przygotowywał rozprawę doktorską poświęconą Stepanowi Banderze, Organizacji Ukraińskich Nacjonalistów i kultowi otaczającemu osobę Stepana Bandery. Doktorat obronił na Uniwersytecie w Hamburgu w 2012 roku. Badania finansowane były m.in. przez Gerda Henkel Stiftung i Niemiecki Instytut Historyczny w Warszawie. W latach 2012–2014 Rossoliński-Liebe zaangażowany był w projekt dotyczący problematyki Holocaustu w pamięci diaspory ukraińskiej, w okresie zimnej wojny. Projekt finansowany był przez Fritz Thyssen Stiftung. Pracował również jako badacz naukowy w Fundacji Pomnik Pomordowanych Żydów Europy i w Wiener Wiesenthal Institut für Holocaust-Studien. W latach 2014–2018 Rossoliński-Liebe zajmował się badaniami nad kolaboracją Polaków z III Rzeszą podczas II wojny światowej. W tym czasie był stypendystą Claims Conference, United States Holocaust Memorial Museum, Harry Frank Guggenheim Foundation, Fondation pour la Mémoire de la Shoah, Niemieckiego Instytutu Historycznego w Warszawie i International Institute for Holocaust Research należącego do Jad Waszem.

## Dorobek naukowy
Jest autorem licznych publikacji w pismach naukowych (m.in.: Pamięć i Sprawiedliwość, Vierteljahrshefte für Zeitgeschichte, Jahrbuch für Antisemitismusforschung, East European Jewish Affairs, Kritika: Explorations in Russian and Eurasian History i Jahrbücher für Geschichte Osteuropas) i biografii Stepana Bandery, wydanej w grudniu 2014 roku przez ibidem-Verlag w Stuttgarcie i rozprowadzanej przez Columbia University Press.

## Polityczne reakcje i szykany
Badania, publikacje i wykłady Rossolińskiego-Liebe wywoływały polityczne reakcje wśród ukraińskich środowisk prawicowych, a także innych osób propagujących kult Stepana Bandery. W ramach programu poświęconego nowym badaniom nad historią Ukrainy i organizowanego przez Fundację im. Heinricha Bölla, Niemiecką Centralę Wymiany Akademickiej i niemiecką ambasadę w Kijowie, na przełomie lutego i marca 2012 roku Rossoliński-Liebe miał wygłosić we Lwowie, Kijowie i Dniepropetrowsku serię wykładów o Stepanie Banderze i masowej przemocy Organizacji Ukraińskich Nacjonalistów w latach 1939–1950. Z sześciu prelekcji odbyła się tylko jedna – w niemieckiej ambasadzie w Kijowie. Inne były odwoływane, zazwyczaj na krótko przed planowanym rozpoczęciem. Wykład w niemieckiej ambasadzie próbowała zakłócić grupa około stu osób zgromadzonych przed budynkiem. Demonstranci wykrzykiwali, że Rossoliński-Liebe „jest wnukiem Josepha Goebbelsa” oraz „liberalnym faszystą z Berlina”. Reakcją na te wydarzenia była petycja w obronie wolności słowa na Ukrainie i przeciw szykanowaniu osoby Rossolińskiego-Liebe. Podpisało ją 97 osób, m.in.: Étienne François, Aleksandr Krugłow, Gertrud Pickhan, Susanne Heim, Alexander Wöll, Dovid Katz, Delphine Bechtel, Per Anders Rudling i Mark von Hagen.

## Publikacje
- Collaboration, Complexity, and ‘Integrated History’: Jewish and German Historiographical Representations of Non-German Perpetrators during the Holocaust. In: Polin: Studies in Polish Jewry. vol. 37, doi://10.3828/polin.2025.37.33 (academia.edu)
- The anti-fascist oppositions to the Organization of Ukrainian Nationalists and the Ukrainian Insurgent Army. In: Anders Ahlbäck, Kaper Braskén (Ed.): Anti-Fascism and Ethnic Minorities. History and Memory in Eastern Europe. Routledge, 2023, ISBN 978-1-03-249038-0, p. 202–219, doi:10.4324/9781003393450 (academia.edu).
- Bandera, Genocide, and Justice: Was Stepan Bandera Responsible for Crimes Committed by the OUN and the UPA? In: Yad Vashem Studies. Vol. 51, No. 1, 2023, p. 89–117 (academia.edu).
- Ukrainian Nationalists and the Jews during the Holocaust in the Eyes of Anticommunist, Soviet, German, Jewish, Polish, and Ukrainian Historians: Transnational History and National Interpretations. In: Moreshet. Vol. 19, 2022 (academia.edu).
- Survivor Testimonies and the Coming to Terms with the Holocaust in Volhynia and Eastern Galicia: The Case of the Ukrainian Nationalists. In: East European Politics and Societies and Cultures. Vol. 43, 2020, p. 221–240, doi:10.1177/088832541983 (academia.edu).
- Der polnisch-ukrainische Konflikt im Historikerdiskurs: Perspektiven, Interpretationen und Aufarbeitung. Wien: New Academic Press, 2017, ISBN 978-3-7003-1988-7.
- Der europäische Faschismus und der ukrainische Nationalismus. Verflechtungen, Annäherungen und Wechselbeziehungen. In: Zeitschrift für Geschichtswissenschaft. vol. 65, no. 2, 2017, p. 153–169 (academia.edu).
- z Arndem Bauerkämperem: Fascism without Borders. Transnational Connections and Cooperation between Movements and Regimes in Europe 1918 to 1945. Oxford, Berghahn 2017, ISBN 978-1-78533-468-9.
- “Ukraińska policja, nacjonalizm i zagłada Żydów w Galicji Wschodniej i na Wołyniu,” Zagłada Żydów. Studia i Materiały 13 (2017): 57-79. (academia.edu)
- z Reginą Fritz i Janą Starek: Alma mater antisemitica. Akademisches Milieu, Juden und Antisemitismus an den Universitäten Europas zwischen 1918 und 1939. Wien: New Academic Press, 2016, ISBN 978-3-7003-1922-1.
- “Holocaust Amnesia. The Ukrainian Diaspora and the Genocide of the Jews,” German Yearbook of Contemporary History 1 (2016): 107-144. (academia.edu)
- “Remembering and Forgetting the Past: Jewish and Ukrainian Memories of the Holocaust in western Ukraine,” Yad Vashem Studies vol. 43, no. 2 (2015): 13-50. (academia.edu)
- The Fascist Kernel of Ukrainian Genocidal Nationalism, The Carl Beck Papers in Russian & East European Studies, Number 2402. Pittsburgh: The Center for Russian and East European Studies, 2015. (carlbeckpapers.pitt.edu)
- Stepan Bandera: The Life and Afterlife of a Ukrainian Nationalist. Fascism, Genocide, and Cult, Stuttgart 2014, Ibidem Verlag, ISBN 978-3-8382-0604-2.
- Erinnerungslücke Holocaust. Die ukrainische Diaspora und der Genozid an den Juden, Vierteljahrshefte für Zeitgeschichte vol. 62, no. 2 (2014): 397–430. (academia.edu)
- Der Verlauf und die Täter des Lemberger Pogroms vom Sommer 1941. Zum aktuellen Stand der Forschung, Jahrbuch für Antisemitismusforschung 22 (2013): 207–243. (academia.edu)
- Debating, Obfuscating and Disciplining the Holocaust: Post-Soviet Historical Discourses on the OUN-UPA and other Nationalist Movements, East European Jewish Affairs vol. 42, no. 3, (2012): 199–241. (academia.edu)
- The ‘Ukrainian National Revolution’ of 1941. Discourse and Practice of a Fascist Movement, in Kritika: Explorations in Russian and Eurasian History vol. 12, no. 1 (2011): 83–114. (academia.edu)
- Celebrating Fascism and War Criminality in Edmonton. The Political Myth and Cult of Stepan Bandera in Multicultural Canada, Kakanien Revisited, 12 (2010): 1–16. (kakanien-revisited.at)
- Der polnisch-ukrainische Historikerdiskurs über den polnisch-ukrainischen Konflikt 1943-1947, Jahrbücher für Geschichte Osteuropas 57 (2009): 54–85. (academia.edu)
- Die Stadt Lemberg in den Schichten ihrer politischen Denkmäler, ece-urban (The Online Publications Series of the Center for Urban History of East Central Europe), No. 6, Lviv, October 2009. (Ukrainian translation). (academia.edu)
- Umbenennungen in der Ziemia Lubuska nach 1945, in Terra Transoderana: zwischen Neumark und Ziemia Lubuska, ed. Bernd Vogenbeck (Berlin: Bebra 2008): 59–68. (academia.edu)
- Der Raum der Stadt Lemberg in den Schichten seiner politischen Denkmäler, Kakanien Revisited 12 (2009): 1–21. (kakanien-revisited.at)
- Bandera und Nikifor – zwei Modernen in einer Stadt. Die ‘nationalbürgerliche‘ und die ‘weltbürgerliche‘ Moderne in Lemberg, in Eine neue Gesellschaft in einer alten Stadt, ed. Lutz Henke, Grzegorz Rossoliński, Philipp Ther (Wrocław: ATUT, 2007): 109–124.